# Hohendorf (Steinreich)
Hohendorf ist ein Gemeindeteil von Sellendorf, einem Ortsteil der amtsangehörigen Gemeinde Steinreich im Landkreis Dahme-Spreewald in Brandenburg. Bis zum 14. April 1966 war Hohendorf eine eigenständige Gemeinde.

## Lage
Hohendorf liegt in der Niederlausitz und am südöstlichen Rand des Flämings, etwa 23 Kilometer Luftlinie östlich der Stadt Lübben. Umliegende Ortschaften sind die zur Stadt Golßen gehörenden Dörfer Altgolßen im Norden und Landwehr im Osten, die Drahnsdorfer Ortsteile Falkenhain im Südosten und Schäcksdorf im Süden, Schöneiche im Westen sowie Sellendorf im Nordwesten.
Zu Hohendorf gehört der Wohnplatz Schönerlinde.

## Geschichte
Das Straßenangerdorf Hohendorf wurde erstmals im Jahr 1455 urkundlich erwähnt. Die damalige Schreibweise lautete Hogendorf. Der Ortsname bezieht sich auf die hochgelegene Lage Hohendorfs. Für 1717 ist ein Rittergut Hohendorf bezeugt, als Besitzer Peter Hartmann von Haberkorn, seines Zeichens zuletzt Ober-Amtspräsident der Niederlausitz, er erhielt zuvor die Erneuerung seines Adelstitels.
Laut der Topographisch-statistischen Übersicht des Regierungsbezirks Frankfurt a. d. O. aus dem Jahr 1844 gab es in Hohendorf in diesem Jahr 19 Wohngebäude, der Ort hatte damals 147 Einwohner. Es gab eine Windmühle und eine Ziegelei im Ort. Das Rittergut Hohendorf befand sich damals im Besitz eines Julius Albert (von) Funk, welcher dann 1858 in den Adelsstand erhoben wurde. Aus seiner ersten Ehe mit Clausine Pascal stammte der Gutserbe Rittmeister Maximillian von Funk, der mit Helene von Plessen liiert war und kinderlos blieb. Herr von Funk jun. besaß vorher noch ein Gut Hartmannsdorf. Die Familie von Funk starb aus.
Der Ort war nach Golßen eingepfarrt. 1867 gab es in Hohendorf 21 Wohngebäude mit 152 Einwohnern, die Windmühle wurde nicht mehr erwähnt. In dem zu Hohendorf gehörenden Vorwerk Schönerlinde lebten neun Menschen.
1879 gehörten zum Rittergut 442 ha Fläche, der Betrieb beinhaltete auch eine Ziegelei, der Gutsbesitzer hieß Doussin und war Abgeordneter  des Kommunallandtages der Niederlausitz. Die Gutsgröße blieb stabil, für 1914 konkret 432 ha, Verwalter Alwin Etzold, Eigentümer Oberleutnant der Landwehr Fritz Bier. Im 1929 letztmalig amtlich publizierten Güter-Adressbuch der Provinz Brandenburg werden die Angaben wiederum bestätigt.
Beim Wiener Kongress im Jahr 1815 wurden nach der Niederlage des Königreiches Sachsen Gebietsabtretungen an das Königreich Preußen beschlossen, die auch Hohendorf betrafen. Danach lag die Gemeinde im Landkreis Luckau im Regierungsbezirk Frankfurt in der Provinz Brandenburg. Nach dem Ende des Zweiten Weltkrieges wurde die Gemeinde Hohendorf Teil der Sowjetischen Besatzungszone und später der DDR. Bei der Kreisreform am 25. Juli 1952 kam das Dorf an den Kreis Luckau im Bezirk Cottbus, dort wurde Hohendorf am 14. April 1966 nach Sellendorf eingemeindet. Nach der Wende wurde der Kreis Luckau in Landkreis Luckau umbenannt und schließlich aufgelöst. Im Zuge der Kreisreform Brandenburg 1993 kam die Gemeinde Sellendorf mit ihren Ortsteilen in den Landkreis Dahme-Spreewald. Sellendorf schloss sich wiederum am 31. Dezember 2002 mit der Gemeinde Glienig zu der neuen Gemeinde Steinreich zusammen, die dem Amt Unterspreewald angehört.

## Bevölkerungsentwicklung
| 1875 | 142 | 1925 | 108 | 1946 | 145 |
| 1890 | 113 | 1933 | 89  | 1950 | 135 |
| 1910 | 117 | 1939 | 82  | 1964 | 104 |

## Nachweise
1. ↑  Gemeinde- und Ortsteilverzeichnis. In: geobasis-bb.de. Landesvermessung und Geobasisinformation Brandenburg, archiviert vom Original (nicht mehr online verfügbar) am 16. August 2017; abgerufen am 2. August 2018.  Info: Der Archivlink wurde automatisch eingesetzt und noch nicht geprüft. Bitte prüfe Original- und Archivlink gemäß Anleitung und entferne dann diesen Hinweis.
2. ↑  Reinhard E. Fischer: Die Ortsnamen der Länder Brandenburg und Berlin. Alter – Herkunft – Bedeutung. be.bra Wissenschaft, Berlin 2005, S. 78.
3. ↑  Ernst Heinrich Kneschke im Verein mit mehreren Historikern (Hrsg.): Neues allgemeines Deutsches Adels-Lexicon. Band 4, Haberkorn. Friedrich Voigt, Leipzig 1863, S. 119 f. (google.de [abgerufen am 24. April 2023]).
4. ↑  Gothaisches Genealogisches Taschenbuch der Briefadeligen Häuser 1917. In: GGT. "Der Gotha". 11. Auflage. Funk, Stammreihe. Justus Perthes, Gotha 1916, S. 250 (uni-duesseldorf.de [abgerufen am 24. April 2023]).
5. ↑  Topographisch-statistische Übersicht des Regierungsbezirks Frankfurt a. d. O. 1844, S. 155 (bsb-muenchen.de).
6. ↑  Statistisches Bureau der Königlichen Regierung zu Frankfurt a. O.: Topographisch-statistisches Handbuch des Regierungs-Bezirks Frankfurt a. O. Verlag von Gustav Harnecker u. Co., Frankfurt a. d. O. 1867, S. 178.
7. ↑  Markus Vette: Der vergessene Landtag. Subsidiarität und Selbstverantwortung in der Sozialpolitik des Kommunallandtages der Niederlausitz - ein Beitrag zur Brandenburger Landesgeschichte. Online-Ress. Auflage. Kreis Luckau. Klaus D. Becker, Potsdam 2015, ISBN 978-3-88372-129-3, S. 503 (google.de [abgerufen am 24. April 2023]).
8. ↑  Ernst Seyfert: Niekammer`s Landwirtschaftliche Güter-Adreßbücher, VII, Brandenburg, 1914. In: Reihe GAB Paul Niekammer. 2. Auflage. Reichenbach`sche Verlagsanstalt, Leipzig 1914, S. 312–313 (martin-opitz-bibliothek.de [abgerufen am 24. April 2023]).
9. ↑  Ernst Seyfert, Hans Wehner: Landwirtschaftliche Güter-Adreßbücher, Provinz Brandenburg, 1929. In: GAB Paul Niekammer. 4. Auflage. VII der Reihe Paul Niekammer, II. Regierungsbezirk Frankfurt a. O. Kreis Luckau. Niekammer Adressbuch GmbH, Leipzig 1929, S. 253 (martin-opitz-bibliothek.de [abgerufen am 24. April 2022]).
10. ↑  Hohendorf im Geschichtlichen Ortsverzeichnis. Abgerufen am 2. August 2018.
11. ↑  Historisches Gemeindeverzeichnis des Landes Brandenburg 1875 bis 2005. (PDF; 331 KB) Landkreis Dahme-Spreewald. Landesbetrieb für Datenverarbeitung und Statistik Land Brandenburg, Dezember 2006, abgerufen am 2. August 2018.